# 塚本健太
塚本 健太（つかもと けんた、1990年8月2日 - ）は、日本の元ラグビー選手。

## プロフィール
- 奈良県橿原市出身。
- 現役時代のポジションはフルバック(FB)。
- 身長 177cm、体重 85kg
- ニックネームはつか、けんた。
- 7人制学生日本代表に選ばれたことがある[1]。

## 略歴
ラグビーは小学2年生から始めた。
2009年、天理高校卒業後、天理大学に入学。
2012年、天理大学ラグビー部のBKリーダーに就任した。
2013年、天理大学卒業後、サントリーサンゴリアス(現・東京サントリーサンゴリアス)に加入。同年9月28日に行われたジャパンラグビートップリーグ第4節の九州電力キューデンヴォルテクス戦に途中出場で公式戦初出場を果たす。
2023年、現役を引退した。